# Pultenaea maidenii
Pultenaea maidenii är en ärtväxtart som beskrevs av Felix Maximilian Reader. Pultenaea maidenii ingår i släktet Pultenaea och familjen ärtväxter. Inga underarter finns listade i Catalogue of Life.